# Cocker
Cocker − album muzyczny Joego Cockera wydany 1986 roku.

## Lista utworów
Strona A
1. „Shelter Me” (Nick DiStefano) – 5:36
2. „A to Z” (Tom Kimmel) – 4:21
3. „Don't You Love Me Anymore” (Albert Hammond, Diane Warren) – 5:25
4. „Living Without Your Love” (Michael Bolton, Doug James) – 4:09
5. „Don't Drink the Water” (Richard Feldman, Pat Robinson) – 3:25

Strona B
1. „You Can Leave Your Hat On” (Randy Newman) – 4:14
2. „Heart of the Matter” (Billy Aerts) – 4:20
3. „Inner City Blues (Make Me Wanna Holler)” (Marvin Gaye, James Jr. Nyx) – 5:51
4. „Love Is on a Fade” (Stephen Allen Davis) – 4:04
5. „Heaven” (Terry Manning) – 4:32

## Skład
- Joe Cocker – wokal
- Neal Schon – gitara
- Jeff Lorber – keyboard
- Bernard Edwards – bas
- Albert Hammond – wokal wspomagający
- Larry Marshall – organy, syntezator
- Michael Baird – bębny
- Arthur Barrow – syntezator, bas
- Michael Boddicker – keyboard
- Jeff Bova – keyboard
- Mel Collins – saksofon
- Bob Ezrin – aranżer
- Anton Fig – bębny
- Cliff Goodwin – gitara
- Maxine Green – wokal wspomagający
- Howard Hersh – fortepian
- Dann Huff – gitara
- Curtis King – wokal wspomagający
- Andrew Love – saksofon
- Steve Madaio – rogi
- Eddie Martinez – gitara
- Mike Moran – bas, keyboard
- Eric Parker – bębny
- Joel Peskin – rogi
- Vito San Filippo – bas
- Julia Tillman Waters – wokal wspomagający
- Leslie Smith – wokal wspomagający
- Joe Turano – wokal wspomagający
- Diane Warren – wokal wspomagający
- Elesecia Wright – wokal wspomagający
- Richie Zito – gitara
- Dick Hyde – horn
- Maxine Waters – wokal wspomagający
- Randy Jackson – bas